# Zeno xứ Elea
Zeno xứ Elea (tiếng Pháp: Zénon d'Elée, 501/490-430/429TCN) là một nhà toán học, nhà triết học người Hy Lạp. Ông là một nhà khoa học lớn đến từ thành phố Elea, một thành phố hiện nay nằm ở miền Nam nước Ý. Ông là tác giả của Nghịch lý Zeno nổi tiếng. Đây là một trong những nghịch lý khoa học nổi tiếng nhất. Nhờ có nó, Zeno đã góp phần thúc đẩy sự xuất hiện của khái niệm giới hạn, một khái niệm vô cùng quan trọng để con người tiến tới khái niệm vô hạn. Ông còn là người đã có ảnh hưởng tới các nhà triết học xuất sắc của Hy Lạp như Platon, Aristoteles. Aristotle đã gọi Zeno là nhà phát minh của biện chứng.

## Tiểu sử
Zeno sinh ra tại Ele, miền tây nam của nước Ý. Ông trở thành cậu học trò yêu quý của nhà triết học Parmenides. Zeno đã theo người thầy của mình khi đã 40 tuổi đến thủ đô của Hy Lạp là Athens. Ở thành phố này, Zeno có giảng dạy triết học trong vài năm, tập trung nghiên cứu vào siêu hình học của trường phái Elea. Ở đây, ông có nhiều học trò xuất sắc như Pericles và Callias. Sau đó, Zeno lại trở về quê hương, Theo tương truyền, ông tham gia việc giải cứu thành phố xinh đẹp khỏi bàn tay của tên bạo chúa Nearchus. Khi thất bại trong việc này, Zeno đã bị tra tấn dã man, nhưng ông cương quyết không khai ra bất kỳ những người hành động cùng với ông. Còn nhiều điều về cuộc đời của ông, nhưng không ai biết được.

## Đóng góp

### Nhữngnghịch lý
Có lẽ đây là lĩnh vực gây ra nhiều thích thú nhất khi ai đó tìm hiểu về Zeno. Những nghịch lý nổi tiếng trong hệ thống nghịc lý Zeno là các nghịch lý về chuyển động: Achilles và con rùa, Mũi tên bay và Nghịch lý phân đôi Zeno. Những nghịch lý khoa học này gây đau đầu cho những người tìm hiểu về chúng cho đến tận bây giờ.

### Triết học
Trong lĩnh vực này, Zeno đã thể hiện ra rằng mình chịu ảnh hưởng từ người thầy như thế nào. Ông tiếp nhận triết tin của nhà triết học này, triết tin có nội dung rằng bất kỳ một hữu thể nào đều đơn nhất, bất phân, dù biểu hiện đa dạng dưới cái nhìn đầy cảm giác. Dựa vào đó, Zeno muốn phản bác các giác quan.

## Ảnh hưởng
Những nghịch lý của Zeno đã tạo nên phép biện chứng. Điều đó ảnh hưởng không hề nhỏ đến sự phát triển của khoa học.